# Catherine O'Brien
Catherine "Cat" O'Brien (nombre real: Chandra Rain), es un personaje ficticio de la serie de televisión australiana Neighbours, interpretada por la actriz Radha Mitchell de 1996 hasta 1997.